# Juan Ángel Seguro Rodríguez
Juan Seguro (Ciutat de Mèxic, 19 de gener de 1984) és un futbolista hispano-mexicà, que ocupa la posició de migcampista.
Format al planter del CA Osasuna, va destacar a les files del Promesas, tot arribant a debutar a primera divisió amb el conjunt navarrès, en dos partits de la campanya 03/04. Però no va tenir continuïtat i va prosseguir a l'Osasuna B. El 2006 fitxa pel Real Unión de Irun, amb qui aconsegueix el 2009 l'ascens a la Segona Divisió.